# Антал Надь (футболіст, 1956)
Антал Надь (угор. Nagy Antal, нар. 17 жовтня 1956, Надьхалас) — угорський футболіст, що грав на позиції півзахисника та захисника. Відомий за виступами у складі клубу «Гонвед», у складі якого чотири рази ставав чемпіоном Угорщини та володарем Кубка Угорщини, та у складі французького клубу «Нансі» й швейцарського клубу «Івердон Спорт», а також у складі національної збірної Угорщини.

## Клубна кар'єра
Антал Надь розпочав виступи в дорослому футболі у 1975 році в складі нижчолігової команду СЕОЛ, в якій провів один сезон. У 1976 році Надь став гравцем армійського будапештського клубу «Гонвед», і вже за рік став одним із основних гравців оборонної ланки команди. У складі «Гонведа» грав до 1986 року, став у складі команди чотириразовим чемпіоном країни та володарем Кубка Угорщини.
У 1986 році Антал Надь отримав дозвіл на перехід до закордонного клубу, й уклав контракт з французьким клубом «Нансі», у складі якого провів один сезон своєї кар'єри гравця. 1987 року перейшов до швейцарського клубу «Івердон Спорт», за який грав до 1990 року. пізніше футболіст повернувся до Угорщини, де грав у нижчолігових клубах, і в 1992 році остаточно завершив виступи на футбольних полях.

## Виступи за збірну
У 1979 році Антал Надь дебютував у складі національної збірної Угорщини. У складі збірної був учасником чемпіонату світу 1986 року у Мексиці, де був капітаном команди, але угорська збірна завершила виступи на чемпіонаті після групового етапу. У складі збірної грав до 1988 року, загалом зіграв у її складі 32 матчі, в яких відзначився 5 забитими голами.

## Титули і досягнення
- Чемпіон Угорщини (4):

«Гонвед»: 1980, 1984, 1985, 1986
- Володар Кубка Угорщини (1):

«Гонвед»: 1985